# 加藤泉
加藤 泉（かとう いずみ、男性、1969年 - ）は、日本の画家、彫刻家。

## 経歴
島根県出身。1992年、武蔵野美術大学造形学部油絵学科卒業。
初期より、胎児のような人間をモチーフとした油彩絵画作品を手がける。まず絵画作品で注目を集めるようになり、2002年よりイタリアやドイツでの美術展に作品を出展。2004年頃からは立体作品も発表するようになった。
2005年にアメリカ合衆国ニューヨークのジャパン・ソサエティー・ギャラリーで行なわれた美術展「リトルボーイ：爆発する日本のポップカルチャー」 (Little Boy: The Arts of Japan's Exploding Subculture) に立体作品（「無題 2004」）と絵画作品を出展、話題となる。2007年には、第52回ヴェネツィア・ビエンナーレ国際企画展 (it:LII Esposizione internazionale d'arte di Venezia) に招待され、絵画作品（『無題』2006年。国立国際美術館蔵）などを出展した。
その作風には「プリミティブな」「不思議な有機性を持つ」「力強く生命力に溢れた」「不気味な」「異形の生命体」、「幼形成熟したキモカワイイ裸の人と植物」といった表現がなされる。

## 備考
- 2004年制作の無題立体作品（「無題 2004」、木彫・彩色、高橋コレクション蔵）[8][9]の画像[10]に対し、英語圏のインターネットコミュニティ（4chan等）のユーザーによって「SCP-173」として創作された不気味なストーリーが、共同創作サイト『SCP Foundation』の始まりとなった。加藤は自らの作品の画像をもとにしたストーリーについて、彫刻の作者名を示し二次利用であることを明記すること、原作品のコンセプトと無関係であることに留意すること、利用を非商用に限ることを条件として、非積極的な容認 (reluctantly permit) の意向を示している[11]。
- 2016年12月に富山県下山芸術の森発電所美術館にて、この世界に生きている－加藤泉×陳飛が開かれる。
- 2017年12月に東京のペロタンギャラリーにてパリのイデムで作成したリトグラフによる新作を発表する。
- 2018年8月に中国北京のRed Brick Art Museumにて個展が開かれる。
- 2018年10月にソウルのペロタンギャラリーにて個展が開かれる。